# Santa Rosa de Aguán (ort)
Santa Rosa de Aguán är en ort i Honduras.   Den ligger i departementet Departamento de Colón, i den nordöstra delen av landet, 260 km nordost om huvudstaden Tegucigalpa. Santa Rosa de Aguán ligger 3 meter över havet och antalet invånare är 1 304.
Terrängen runt Santa Rosa de Aguán är mycket platt. Havet är nära Santa Rosa de Aguán åt nordost.  Närmaste större samhälle är Francia, 18,0 km sydost om Santa Rosa de Aguán. 